# Centre d'adaptation de la main-d'œuvre en aérospatiale du Québec
 (novembre 2012).
 (novembre 2012).
Le Centre d'adaptation de la main-d'œuvre en aérospatiale du Québec (CAMAQ) constitue un lieu de regroupement des représentants des employeurs et des travailleurs du secteur aérospatial au Québec. Sa mission consiste à favoriser une meilleure concertation entre les employeurs, les travailleurs, les responsables des institutions d'enseignement et les intervenants gouvernementaux impliqués dans le domaine de la planification et de la formation de la main-d'œuvre de l'industrie aérospatiale et des transporteurs aériens.

## Historique
Créé en 1983, cet organisme paritaire (patronal et ouvrier) se proposait de répondre aux besoins en formation de main-d'œuvre du secteur aérospatial afin de favoriser la croissance de l'industrie et d'éviter de recourir à la main-d'œuvre étrangère. Les travaux de ce |comité se sont avérés à ce point utile que ses initiateurs sont convenus d'en faire un organisme permanent.